# Abdallah Khaled Deeb Salim
Abdallah Khaled Deeb Salim (10 maart 1987) is een Jordaans voormalig voetballer die bij voorkeur als middenvelder speelde. Hij speelde onder andere voor KV Mechelen.

## Carrière
Salim begon met voetballen bij Al-Wehdat SC in Amman. In 2007 debuteerde hij in het Jordaans voetbalelftal en verkaste hij naar Bahrein, bij Al-Riffa SC. Hij speelde daar één seizoen en keerde toen terug naar Jordanië. Hij tekende in juli 2009 bij KV Mechelen en was daarmee de eerste Jordaanse voetballer ooit in de hoogste Belgische divisie. Na één seizoen, waarin hij slechts twee keer uitkwam, verkaste hij terug naar Jordanië. Hij speelde nog bij verschillende Jordaanse clubs, weer bij Al-Riffa, en nog bij Al-Orobah SC en Al-Ansar FC in Saoedi-Arabië.

## Statistieken
| seizoen | club                        | land          | competitie           | wed | goals |
| ------- | --------------------------- | ------------- | -------------------- | --- | ----- |
| 2005/07 | Al-Wahdat Amman             | Jordanië      |                      | 32  | 19    |
| 2007/08 | Al-Riffa                    | Bahrein       | Premier League       | 23  | 15    |
| 2008/09 | Shabab Al Ordon Al Qadisiya | Jordanië      |                      | 18  | 11    |
| 2009/10 | KV Mechelen                 | België        | Jupiler League       | 2   | 0     |
| 2009/10 | KV Mechelen                 | België        | Play-Off II A        | 0   | 0     |
| 2010/11 | Shabab Al Ordon Al Qadisiya | Jordanië      |                      | 20  | 10    |
| 2011/12 | Al-Wahdat Amman             | Jordanië      |                      | 34  | 14    |
| 2013/14 | Al Orubah Club              | Saoedi-Arabië | Saudi Premier League | 25  | 4     |
| 2014/15 | Bahrain Riffa Club          | Bahrein       | Premier League       | 14  | 3     |
| 2015/18 | Al-Wehdat                   | Jordanië      |                      | 36  | 9     |
| 2018/19 | Al Ansar                    | Saoedi-Arabië | Saudi Premier League | 0   | 0     |
|         |                             |               | Totaal               | 202 | 85    |